# Labruyère (Oise)
Labruyère és un municipi francès, situat al departament de l'Oise i a la regió dels Alts de França. L'any 2007 tenia 651 habitants.

## Demografia

### Població
El 2007 la població de fet de Labruyère era de 651 persones. Hi havia 160 famílies de les quals 32 eren unipersonals (12 homes vivint sols i 20 dones vivint soles), 40 parelles sense fills, 72 parelles amb fills i 16 famílies monoparentals amb fills.
La població ha evolucionat segons el següent gràfic:
Habitants censats

### Habitatges
El 2007 hi havia 193 habitatges, 168 eren l'habitatge principal de la família, 15 eren segones residències i 10 estaven desocupats. 169 eren cases i 22 eren apartaments. Dels 168 habitatges principals, 134 estaven ocupats pels seus propietaris, 26 estaven llogats i ocupats pels llogaters i 8 estaven cedits a títol gratuït; 5 tenien una cambra, 6 en tenien dues, 24 en tenien tres, 49 en tenien quatre i 84 en tenien cinc o més. 128 habitatges disposaven pel capbaix d'una plaça de pàrquing. A 55 habitatges hi havia un automòbil i a 103 n'hi havia dos o més.

### Piràmide de població
La piràmide de població per edats i sexe el 2009 era:
| Homes | Edats   | Dones |
| ----- | ------- | ----- |
| 0     | 95 o +  | 16    |
| 8     | 90 a 94 | 56    |
| 0     | 85 a 89 | 32    |
| 4     | 80 a 84 | 12    |
| 16    | 75 a 79 | 28    |
| 24    | 70 a 74 | 8     |
| 16    | 65 a 69 | 8     |
| 16    | 60 a 64 | 0     |
| 12    | 55 a 59 | 20    |
| 20    | 50 a 54 | 20    |
| 20    | 45 a 49 | 20    |
| 16    | 40 a 44 | 8     |
| 20    | 35 a 39 | 12    |
| 16    | 30 a 34 | 8     |
| 12    | 25 a 29 | 16    |
| 8     | 20 a 24 | 8     |
| 20    | 15 a 19 | 16    |
| 8     | 10 a 14 | 4     |
| 20    | 5 a 9   | 8     |
| 8     | 0 a 4   | 4     |

## Economia
El 2007 la població en edat de treballar era de 312 persones, 224 eren actives i 88 eren inactives. De les 224 persones actives 203 estaven ocupades (111 homes i 92 dones) i 21 estaven aturades (10 homes i 11 dones). De les 88 persones inactives 37 estaven jubilades, 30 estaven estudiant i 21 estaven classificades com a «altres inactius».

### Ingressos
El 2009 a Labruyère hi havia 174 unitats fiscals que integraven 462 persones, la mediana anual d'ingressos fiscals per persona era de 21.213 €.

### Activitats econòmiques
Dels 16 establiments que hi havia el 2007, 5 eren d'empreses de fabricació d'altres productes industrials, 6 d'empreses de construcció, 1 d'una empresa de comerç i reparació d'automòbils, 2 d'empreses de serveis, 1 d'una entitat de l'administració pública i 1 d'una empresa classificada com a «altres activitats de serveis».
Dels 8 establiments de servei als particulars que hi havia el 2009, 2 eren tallers de reparació d'automòbils i de material agrícola, 1 paleta, 2 guixaires pintors, 2 lampisteries i 1 electricista.
L'únic establiment comercial que hi havia el 2009 era una llibreria.

## Equipaments sanitaris i escolars
El 2009 hi havia 1 hospital de tractaments de curta durada, 1 hospital de tractaments de mitja durada (seguiment i rehabilitació) i 1 un hospital de tractaments de llarga durada.
El 2009 hi havia 2 escoles elementals integrades dins de grups escolars amb les comunes properes formant escoles disperses.
Labruyère disposava d'un centre de formació no universitària superior de formació sanitària.

## Poblacions més properes
El següent diagrama mostra les poblacions més properes.